# Ze Network
Ze Network ist eine Agententhriller-Komödie mit David Hasselhoff und Henry Hübchen, die sich selbst spielen. Als die beiden Schauspieler in einem Theater östlich von Berlin aufeinandertreffen, geraten sie in eine Verschwörung rund um ehemalige Attentäter des Kalten Krieges. Die Premiere erfolgte am 1. November 2022 bei RTL+.

## Episodenliste
| Nr. | Originaltitel                       | Erstveröffentlichung D | Regie            | Drehbuch                        |
| --- | ----------------------------------- | ---------------------- | ---------------- | ------------------------------- |
| 1   | Mal richtig die Sau rauslassen      | 1. Nov. 2022           | Christian Alvart | Christian Alvart                |
| 2   | Siebzig                             | 1. Nov. 2022           | Christian Alvart | Christian Alvart, Arend Remmers |
| 3   | Ein wildes Durcheinander            | 1. Nov. 2022           | Christian Alvart | Christian Alvart                |
| 4   | Die Karten sind gemischt            | 1. Nov. 2022           | Christian Alvart | Christian Alvart, Arend Remmers |
| 5   | Leichen im Keller                   | 1. Nov. 2022           | Christian Alvart | Christian Alvart                |
| 6   | Das war’s dann                      | 1. Nov. 2022           | Christian Alvart | Christian Alvart, Arend Remmers |
| 7   | Oh, die ihr schwachen Glaubens seid | 1. Nov. 2022           | Christian Alvart | Christian Alvart                |
| 8   | Ene Mene Miste                      | 1. Nov. 2022           | Christian Alvart | Christian Alvart, Arend Remmers |

## Synchronisation
Die deutsche Synchronisation entstand nach einem Dialogbuch von Benjamin Peter und der Dialogregie von Christian Gaul und Dorothee Muschter im Auftrag der FFS Film- & Fernseh-Synchron GmbH, Berlin.
Der Großteil der Schauspieler synchronisierte sich selbst. David Hasselhoff wurde von Ronald Nitschke gesprochen.